# Селяхи (зупинний пункт)
Селяхи (біл. Селяхі) — пасажирський залізничний зупинний пункт Берестейського відділення Білоруської залізниці на неелектрифікованій лінії Берестя-Південний — Влодава між зупинними пунктами Приборове та Комарівка. Розташований за 1,5 км на північ від села Селяхи Берестейського району Берестейської області.

## Пасажирське сполучення
На зупинному пункті Селяхи зупиняються регіональні поїзди економ-класу сполученням Берестя — Влодава.